# The Best of Talking Heads
The Best of Talking Heads è una raccolta dei Talking Heads pubblicata nel 2004 da Sire Records, Rhino Records e Warner Bros.

## Tracce
1. Love → Building on Fire – 2:58
2. Psycho Killer – 4:20
3. Uh-Oh, Love Comes to Town – 2:50
4. Take Me to the River – 5:02
5. Found a Job – 5:01
6. Life During Wartime – 3:41
7. Heaven – 4:01
8. Memories Can't Wait – 3:31
9. Once in a Lifetime – 4:20
10. Houses in Motion – 4:31
11. This Must Be the Place (Naive Melody) – 4:56
12. Girlfriend Is Better – 5:46
13. Burning Down the House – 4:02
14. Road to Nowhere – 4:20
15. And She Was – 3:39
16. Wild Wild Life – 3:41
17. Blind – 5:00
18. (Nothing But) Flowers – 5:32